# Accouplement (biologie)
Pour les articles homonymes, voir Accouplement.
Pour l'activité elle-même, voir Copulation.
L’accouplement est le terme utilisé en biologie pour désigner le rapprochement de deux individus sexuellement complémentaires aboutissant à une reproduction sexuée.

## Modes d'accouplement
Le terme accouplement peut désigner plus largement le rapport sexuel (rapport vaginal ou rapport anal), mais également l'émission simultanée de gamètes, ou encore la fusion de deux individus dans le cas d'organismes unicellulaires.
L'accouplement peut avoir lieu à la suite d'un rapprochement des deux individus par des phéromones et/ou par une parade nuptiale ou à la suite d'une sélection sexuelle.
L'accouplement aboutit généralement à une fécondation interne mais il peut y avoir aussi émission simultanée et rapprochée des gamètes, suivie d'une fécondation externe (amplexus chez les amphibiens).

## Galerie

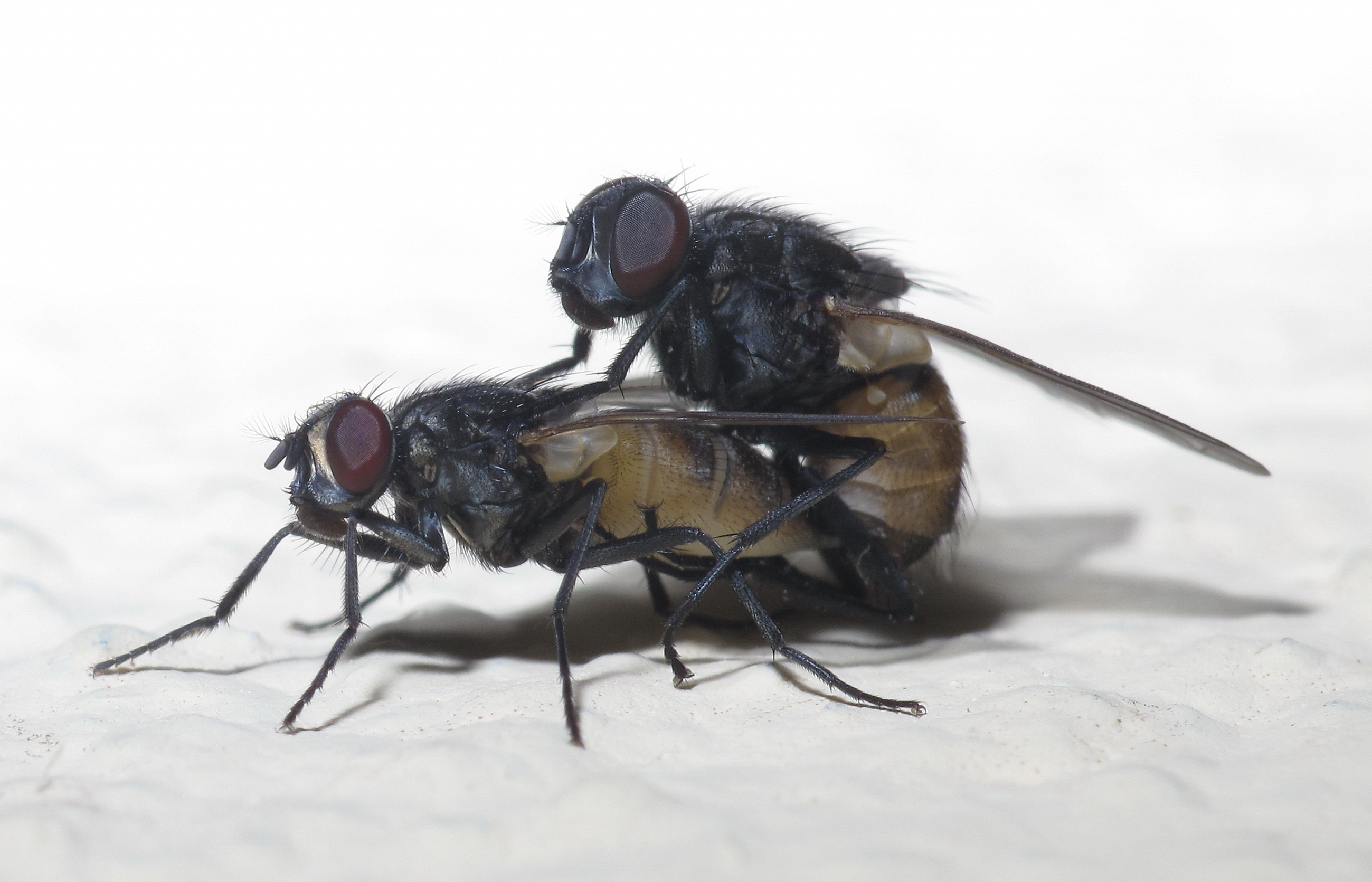
Accouplement de mouches domestiques (Musca domestica).
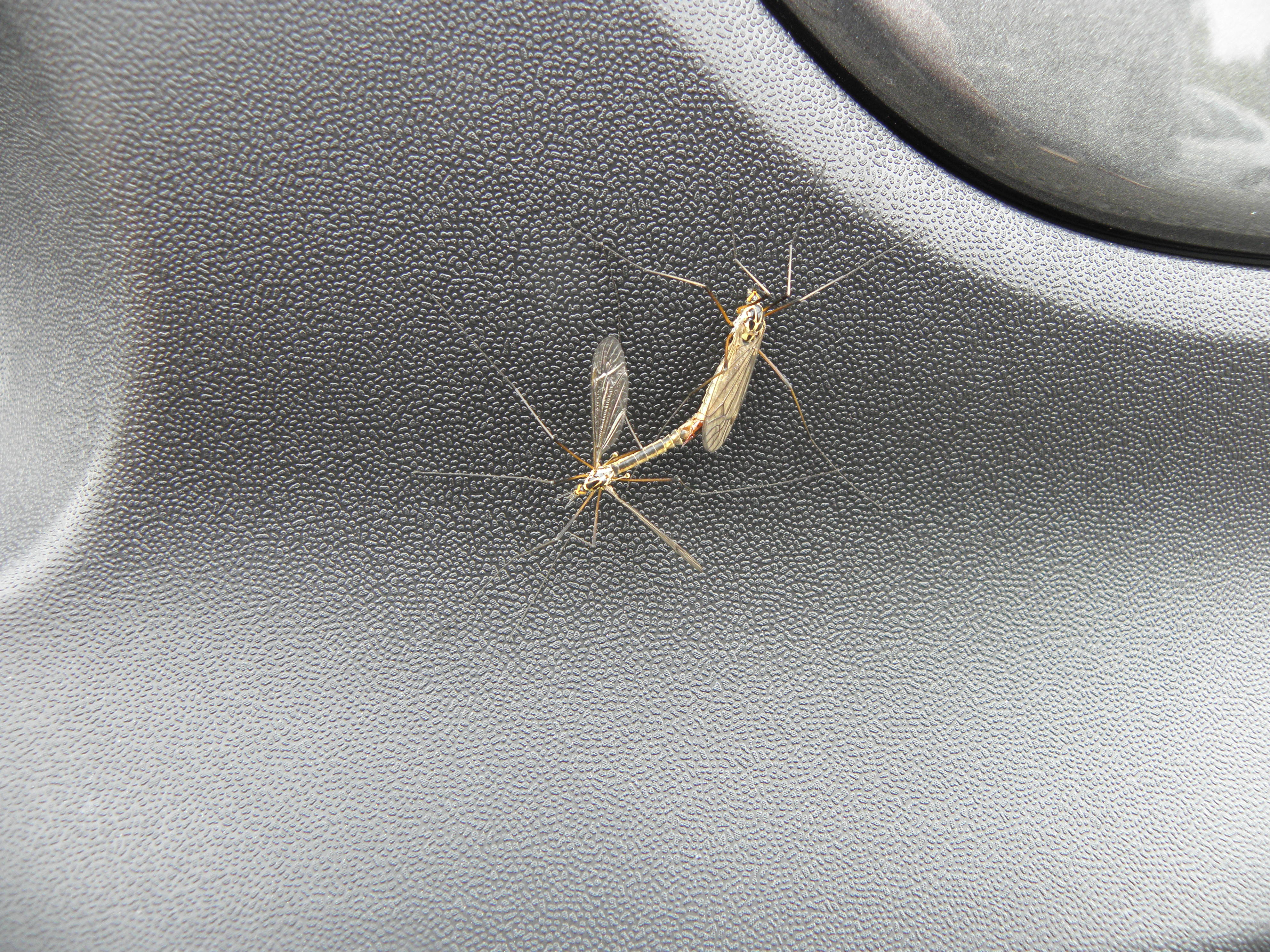
Accouplement de moustiques (Culicidae).
- Accouplement de bourdons du genre Bombus.
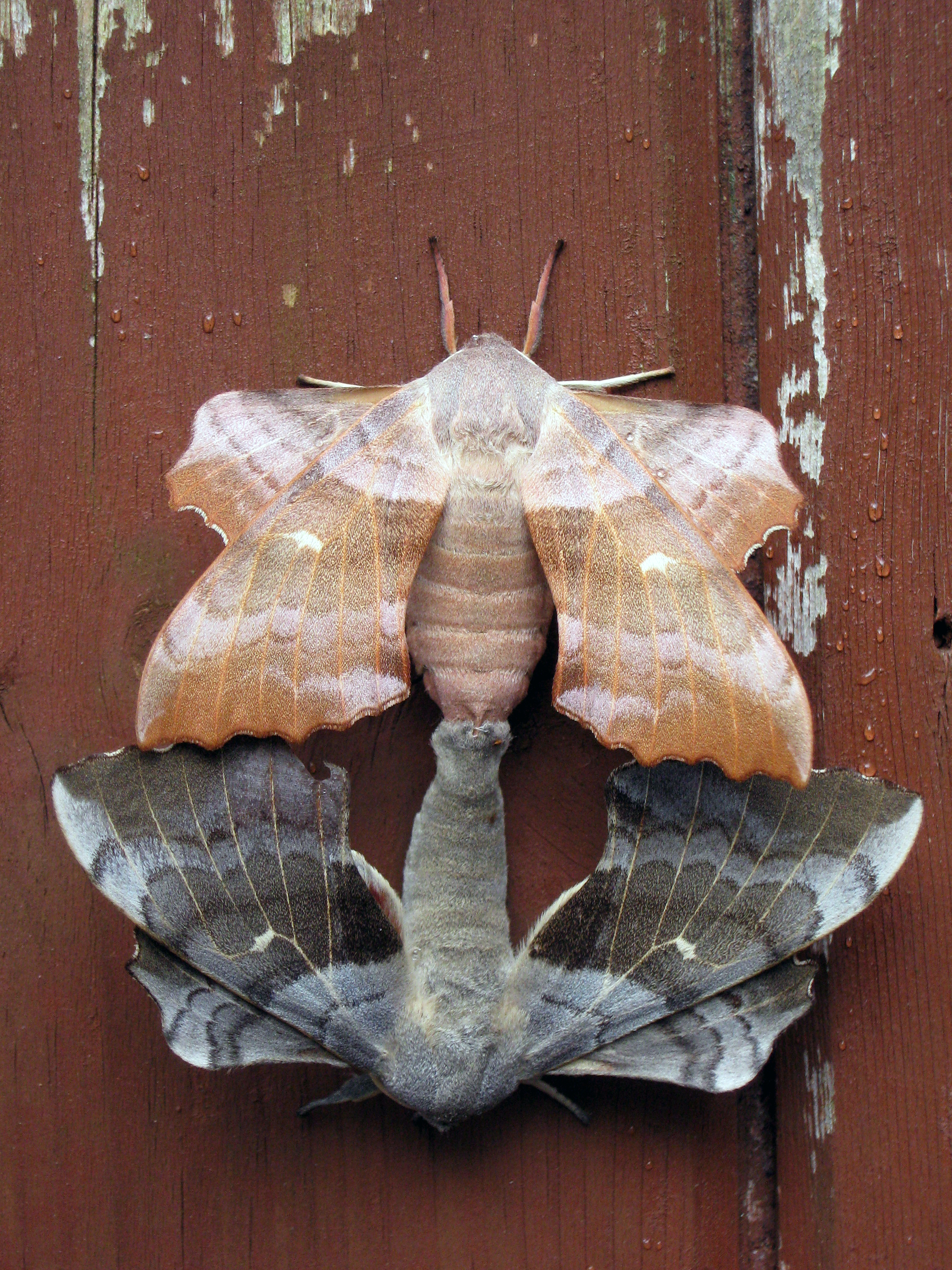
Accouplement de Sphinx du peuplier (Laothoe populi).
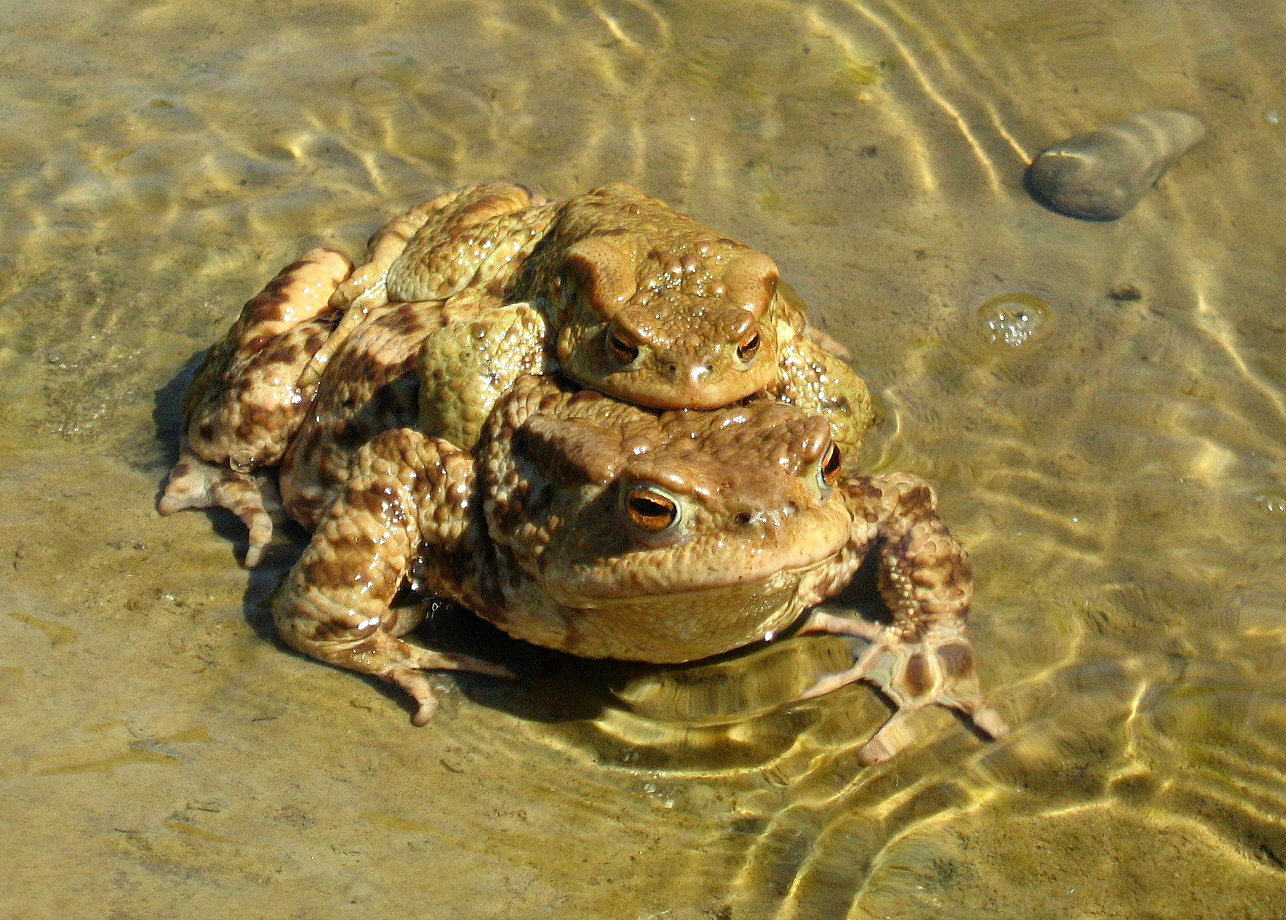
Amplexus chez le crapaud commun (Bufo bufo).